# يا له من عالم رائع
ياله من عالم رائع هو فيلم كوميدي مغربي تم إنتاجه سنة 2006. الفيلم من إخراج فوزي بنسعيدي، وبطولة كل من فوزي بنسعيدي و نزهة رحيل.

## الممثلون والشخصيات
- فوزي بنسعيدي (بدور: كمال)
- نزهة رحيل (بدور: كنزة)
- فاطمة عاطف (بدور: سعاد)
- هجر مصدوقي (بدور: فاطمة)

## روابط خارجية
- يا له من عالم رائع على موقع IMDb (الإنجليزية)
- يا له من عالم رائع على موقع روتن توميتوز (الإنجليزية)
- يا له من عالم رائع على موقع ألو سيني (الفرنسية)
- يا له من عالم رائع على موقع Turner Classic Movies (الإنجليزية)
- يا له من عالم رائع على موقع أول موفي (الإنجليزية)
- يا له من عالم رائع على موقع فيلمافينيتي (الإسبانية)
- يا له من عالم رائع على موقع قاعدة بيانات الفيلم (الإنجليزية)
- يا له من عالم رائع على موقع ليتربوكسد (الإنجليزية)
- يا له من عالم رائع على موقع كينوبويسك (الروسية)